# 大同団結運動
大同団結運動（だいどうだんけつうんどう）とは、明治中期の日本（1886年から1891年頃）における自由民権運動の一局面。帝国議会開設に備えて、運動体各派の統一が企図された。

## 経緯
自由民権運動は、自由党（板垣退助総裁）および立憲改進党（大隈重信総裁）が中心となって展開されていたが、自由党は党内の不満分子の暴発や政府の弾圧に耐えかねて1884年（明治17年）に解散、立憲改進党も休止状態にあった。中枢の活動家の中には政治犯として獄中にあったものもあったが、一足早く出獄した星亨を中心として、1886年（明治19年）10月に旧自由党員の再結集が図られた。
1887年（明治20年）7月、政府の条約改正交渉（いわゆる鹿鳴館外交）に対する反対運動が巻き起こると、星はこれを契機として、「外交策の刷新」に加えて「地租軽減」「言論集会の自由」を求める運動を展開するよう企図、同年9月2日、有志懇談会での申し合わせにより、全国で請願運動が巻き起こった（三大事件建白運動）。旧自由党時代の幹部であった後藤象二郎を首魁に担ぎ、星と片岡健吉が伊藤博文首相との面会を申し入れたが、12月26日、保安条例が発布され、建白運動は中断を余儀なくされる。
建白運動の中断を受けて、自由民権運動は再び、帝国議会への進出を企図して行動を進展させる。1889年（明治22年）2月11日、大日本帝国憲法発布に伴う大赦により、政治犯などの出獄・復権が行われ、翌年に迫った総選挙に向けた活動が活発化。しかし、同時に党派間での軋轢も生じ、旧自由党では大井憲太郎と河野広中の二人の実力者を中心に路線対立が勃発した（星はこの年の4月に欧州留学に出発し、帝国議会開設後まで不在）。
- 政社系 - 目前に迫った総選挙に備え、新党の母体となる政治結社を結成しようとする考え。河野が中心。地理的には、西日本、東北。
- 非政社系 - 立憲改進党系が離脱した以上は新党ではなく自由党再興を目指すべきで今は政治結社を考える時ではないとする考え。大井が中心。地理的には、関東・中京近辺。

更に、後藤の政府入りの風聞が持ち上がり、後藤の去就を巡っても運動内部で意見の相違が生じた（その後、後藤は3月22日に黒田内閣の逓信大臣として入閣）。大同団結を図るべく、全国の委員が招集され、4月28日に会合が始まったが、政社、非政社を巡って連日激論が繰り広げられ、大井ら非政社派は、途中から会合を欠席、河野が大井との直接談判に乗り出すも収拾つかず、5月10日、絶縁状が手交される。同日、大井派は大同協和会、河野派は大同倶楽部をそれぞれ結成して、大同団結運動は二つに分裂した。
分裂後、両党はそれぞれ、競って党勢拡大を行い、総選挙に向けた候補者選定や遊説などに力を尽くした。同年8月、再び条約改正反対運動（外国人司法官任用問題）が沸き起こると、両党ともに運動に参加、一時的に他派も巻き込んだ連携が行われた。しかし、運動が終結すると両党の間の敵対関係が復活した。
この時期、板垣元総裁は国元の土佐に引き込んでいたが、条約改正反対運動が沈静化した後、両派の対立が再開したことに対して、政争の中断、同志の団結を求める慷慨文を発した。この時期、板垣は再び自身が主導して自由党を再興させることの必要性を考えていたのであるが、この構想は、自由党再興を掲げていた大同協和会（非政社系）に都合がよく、新党結成を目標にしていた大同倶楽部（政社系）にとっては、板垣という看板をライバルに奪われる展開であった。11月11日、大同協和会は大井自ら、大同倶楽部は河野に派遣された山際七司が高知を訪問、相次いで板垣に面会し、それぞれ説得する。板垣は、大井の説得に乗り、12月17日に大阪にて自由党再興のための旧友大懇親会を開催することを発表する。大同倶楽部は、再度板垣を訪問させたが、板垣は、自由党再興は自分から言い出したことではなく、政社、非政社両派を合同して、愛国公党（旧自由党のさらに前進の、自由民権運動の源流をなす政治結社）時代の運動体を再構築する意図である、と釈明した。大同倶楽部はこれを受けて、12月3日、先んじて「愛国公党」への党名変更を議論、板垣の大懇親会にあわせて大阪で開く臨時大会で決を採ることを決める。すると大同協和会はこれに対抗して、板垣が大井との面談を公表、自由党再興を明言していたことを明らかにした。
12月15日、板垣は直系の運動家（いわゆる土佐派）を引き連れて、大阪へ到着する。前後して、大同倶楽部、大同協和会の面々も大阪へ集った。両党の面々はそれぞれ板垣と面会したが、板垣はこれまでの自身の言動については「私見を述べたのみ」「連絡不行き届きだった」などと釈明した。改めて団結後の方向性について意見を問われた板垣は、18日、以下の回答を発表した。
- 大同団結は連合体として出発したが、今日としてはもはや自由主義者の集まりであるので、これを政党として組織するのが適当である。
- 党名は「愛国公党」とする。

両派の主張の折衷案といえるものだったが、両派はこれに付き従わず、決裂に終わる。19日、板垣主催の大懇親会が開かれたが、大同協和会はこれに出席せずに独自の懇親会を開き、21日、独自に新政党「自由党」を結党（事実上の党名変更）した。一方の大同倶楽部は、板垣の懇親会には参加したものの、翌20日の臨時大会では、「愛国公党」への改称は否決された。既に大井派が板垣と袂を別った以上、板垣直系（土佐派）の勢力と合流するのは面倒だと判断したためであった。一方の板垣は、自身の直系の運動家のみで愛国公党を組織した。
一旦は頓挫した大同団結であったが、帝国議会がスタートする翌1890年（明治23年）になると、三派合同の動きが起こる。5月14日、はじめて三派の幹部が合同の会合を持つ。6月3日には、三派で庚寅倶楽部を結成する。7月1日、第1回衆議院議員総選挙。各党は独自に戦ったが、自由民権勢力（民党）は議会の過半数を占めた。更に選挙後、九州地方で独自に活動を進めて議会に勢力を確保した九州連合同志会も巻き込み合同の機運が高まり、8月に入ると、以上4派が相次いで解散、9月15日、立憲自由党結党式を挙げて大同団結を果たし、第1回帝国議会に備えることとなった。
なお、二大民党の雄である立憲改進党も当初は協議に加わっていたが、党の綱領に「改進」が加わらなかったことに承服しがたく離脱、単独で初期議会に望むこととなった。自由、改進両党の合同は、1898年（明治31年）の憲政党まで待つことになる。